# Cima (Porlezza)
Cima (auch Cima di Porlezza) ist eine Fraktion der italienischen Gemeinde Porlezza in der Provinz Como, Region Lombardei.

## Geographie
Der Ort liegt am nördlichen Ufer des Luganersees an der Staatsstraße 340 zwischen Cressogno und Porlezza und hat wenige hundert Einwohner.
Die Fraktion grenzt am Westen an der Fraktion Cressogno, die an der Gemeinde Valsolda gehört.

## Geschichte
Während des Zehnjährigen Krieges zwischen Mailand und Como hatte Cima eine Burg, genannt San Michele, die von den Bewohnern von Como verteidigt und von den Mailändern belagert wurde. Es gehörte der Familie Muttoni, aber im 16. Jahrhundert wurde das Schloss zu einer Höhle der Gesetzlosen und aus diesem Grund wurde es auf Befehl von Karl Borromäus abgerissen.
Aufgezeichnet in den Akten von 1751 als ein Dorf von 198 Einwohnern verringerte sich auf 152 im Jahr 1771, im Jahr 1786 Cima eingegeben für fünf Jahre zu einem Teil der Provinz Como, und dann kontinuierlich ändern Sie die administrative Referenzen in 1791, 1797 und 1798. Im Jahr 1799 wurden 186 Seelen gezählt.
Im Jahr 1801, bei der Proklamation des napoleonischen Königreich Italien (1805–1814) im Jahr 1805 wurde eine Einwohnerzahl von 190 festgestellt. Im Jahr 1807 wurde die Gemeinde infolge eines königlichen Dekrets von Napoleon Bonaparte, das sie an Albogasio anschloss, unterdrückt, aber die Gemeinde Cima wurde mit der Rückkehr der Österreicher wiederhergestellt. Im Jahr 1853 lebten hier 269 Seelen, 1871 waren es nur noch 247. Im Jahr 1921 waren 346 Einwohner gemeldet.
Im Jahr 1928 beschloss die faschistische Regierung, die Gemeinde endgültig aufzulösen und die alte Einheit des Tals wiederherzustellen, indem sie die Gemeinde Valsolda gründete.

## Tourismus
Der malerische kleine Ort direkt am Luganersee, bietet im Dorfzentrum eine Bar, eine Bäckerei, einen kleinen Supermarkt und eine Pizzeria.

## Verkehr
Ein Bus verbindet Cima tagsüber fast stündlich mit Lugano (Schweiz) und Menaggio (Comer See), das Ausflugsschiff von Lugano nach Porlezza macht in Cima nicht Halt.

## Sehenswürdigkeiten
- Das Romanisches Oratorium von Sankt Michael aus dem 12. Jahrhundert, das innerhalb der Grenzen der Pfarrei Cima durch die Akten des Pastoralbesuchs von Bischof Giuseppe Pozzobonelli im Jahr 1751 in der Pfarrei Porlezza bezeugt ist. Im Inneren ist ein Fresko des letzten Abendmahls aus dem Jahr 1347 erhalten.
- Die Kirche der Läuterung Mariens, die bereits 1530 in Cima existierte und am 8. August 1582 zur Pfarrkirche erhoben wurde. Sie bewahrt ein Hochrelief, das an eine zwischen Gian Giacomo Medici und der Republik Venedig vereinbarte Allianz erinnert.
- Das Oratorium San Giorgio, das am 11. November 1570 von Karl Borromäus geweiht und innerhalb der Grenzen der Pfarrei Cima durch die Akten des Pastoralbesuchs von Bischof Pozzobonelli im Jahr 1751 in der Pfarrei Porlezza bestätigt wurde.
- Das Oratorium der Unbefleckten, das innerhalb der Grenzen der Pfarrei von Cima durch die Akten des Pastoralbesuchs von Bischof Andrea Carlo Ferrari im Jahr 1895 in der Pfarrei von Porlezza bezeugt ist.

Ein Fußweg von etwa 15 Minuten führt zur Wallfahrtskirche Santuario della Caravina in Cressogno.

## Persönlichkeiten
- Künstlerfamilie Sanmicheli [1]
  - Giovanni und Barolomeo Sanmicheli (* um 1450 in Cima; † um 1493 in Verona), Baumeister[2]
  - Marco Sanmicheli (* 1480 in Cima; † nach 1524 ebenda ?), Bildhauer, Mitarbeiter von Giovanni Giacomo Della Porta in der Kirche Santa Maria del Giardino in Mailand[3]
  - Matteo Sanmicheli (* 1480 in Verona; † nach 1528 ebenda), Architekt
  - Michele Sanmicheli (* 1484 in Verona; † 1559 ebenda) (Herkunftsort Cima), Sohn des Giovanni, Architekt der Spätrenaissance und neben Antonio da Sangallo d. J. der bedeutendste Festungsbaumeister seiner Zeit.
  - Gian Girolamo Sanmicheli (* 1513 in Verona; † 1559 in Famagusta), Festungsarchitekt[4][5]

- Gian Giacomo Medici genannt Medeghino (* 1498 in Mailand; † 8. November 1555 ebenda), Adel, Militär, Condottiere, Herzog von Marignano sowie Marquis von Musso und Lecco.[6]
- Niccolò da Corte (* zwischen 1500 und 1507 in Cima; † 16. Januar 1552 in Granada), Sohn des Francesco, Bildhauer[7][8][9]
- Giuseppe da Corte oder Curti (* um 1550 in Cima; † nach 1605 in Verona ?), Sohn des Giacomo, Maler[10]
- Giovanni Marliani (1550–nach 1583), Graf von Marliano, Osteno, Cima und Val d’Intelvi.

- Künstlerfamilie Mutti/Muttoni [11]
  - Simone Mutti (* um 1395 in Cima; † vor 27. April 1457 ebenda), Baumeister[11]
  - Aliolo Muttoni (* um 1410 in Cima; † nach 20. November 1457 ebenda), Baumeister[11]
  - Cristoforo Muttoni (* um 1412 in Cima; † nach 20. November 1457 ebenda), Baumeister[11]
  - Francesco Muttoni (* um 1430 in Cima; † nach 27. April 1457 ebenda), Baumeister[11]
  - Francesco Cristoforo Muttoni (* 1666 in Cima; † 1726 in Waldsassen), Stuckateur[12]
  - Francesco Muttoni (* 22. Januar 1669 in Cima; † 21. Februar 1747 in Vicenza), Architekt[13]
  - Filippo Giacomo Muttoni (* 1699 in Cima; † 1775 in Waldsassen), Sohn des Francesco Cristoforo, Architekt im Oberpfälzer Stiftland (Landkreis Tirschenreuth)[14]
  - Pietro Giuseppe Muttoni (* um 1700 in Cima; † nach 1733 in Turin), Stuckateur, Bauunternehmer[15]

- Giuseppe Zelbi (* um 1700 in Cima; † nach 1736 ebenda ?), Bildhauer an der Kirche Santa Cristina in Turin[16]
- Rocco Comane(d)di (* um 1730 in Cima; † nach 1776 in Turin?), aus Osteno, er wohnte in Cima, Maler und Kupferstecher in Asti, Turin und Cavallermaggiore[17][18][19]
- Klaus Heider (1936–2013), Grafiker und Maler